# Авторское право в Объединённых Арабских Эмиратах
Авторское право в Объединённых Арабских Эмиратах — совокупность правовых норм в ОАЭ, устанавливающих правовые отношения между авторами, издателями и обществом. В настоящее время законодательно авторское право в стране регулируется Федеральным законом № 7 от 1 июля 2002 года (араб. القانون الاتحادي رقم 7 لسنة 2002 في شأن حقوق المؤلف والحقوق المجاورة‎).

## Закон об авторском праве и смежных правах
Для защиты авторским правом своей работы, она должна быть сдана на хранение в Министерство информации и культуры. Защита предоставляется авторам литературных, художественных и научных произведений независимо от культурной ценности, вида, назначения или способа выражения. Как правило, защита предоставляется произведениям, представленным в следующих видах: письменном, звуковом, графическом, аудиовизуальном или в виде компьютерной программы. Переводы оригинальных работ также защищены в ОАЭ.
Продолжительность защиты авторского права в ОАЭ составляет срок жизни автора и 50 лет после его смерти. Для кинематографических произведений, произведений корпоративных органов и впервые опубликованных работ после смерти автора срок составляет 50 лет с момента обнародования произведения.
К авторам аудиовизуальных произведений закон относит режиссёра, сценариста, композитора, автора диалогов. Также наравне с ними может стоять автор литературного произведения, если аудиовизуальная работа была снята по его первоисточнику.
Закон подробно регулирует права авторов на коллективные произведения авторского права. Так, автором признаётся каждый участвующий в создании произведения, если иное не указано в их договоре. В случае, когда вклад одного из автором может быть отделён от других (например, музыка для кинематографического произведения), автор вправе использовать свой собственный вклад при условии, что это не повредит остальным авторам. В случае смерти автора, не оставившего наследников, его вклад переходит к оставшимся авторам коллективного произведения и к их наследникам.
Отдельно в законе затрагивается вопрос об авторах архитектурных произведений. В случае кражи у архитектора чертежей и планов зданий, после их постройки автор имеет право на справедливую компенсацию ущерба, но построенные здания не могут быть снесены или разрушены.
Закон оставляет за собой право разрешать воспроизведение защищённых авторским или смежными правами произведений путём фотокопирования без получения разрешения автора публичными библиотеками, некоммерческими центрами документации и образования, культурными и научными учреждениями, но при условии, что произведение выпущено ограниченным количеством экземпляров и его воспроизведение не наносит ущерба интересам автора.
Несанкционированное воспроизведение защищённых работ наказывается тюремным заключением и/или штрафом в размере не менее 50 000 дирхамов ОАЭ. Издатель, нарушающий права автора наказывается лишением свободы и/или штрафом в размере не менее 10 000 дирхамов ОАЭ.

## Международные договоры
Объединённые Арабские Эмираты подписали все важнейшие договоры, касающиеся защиты интеллектуальной собственности и регламентирующие международные правовые отношения.
- Пекинский договор по аудиовизуальным исполнениям (присоединились 15 октября 2014 года[2])
- Договор по исполнениям и фонограммам (подписан 9 июня 2005 года)
- Римская конвенция (подписана 14 января 2005 года)
- Договор ВОИС по авторскому праву (подписан 14 июля 2004 года)
- Бернская конвенция об охране литературных и художественных произведений (подписана 14 июля 2004 года)
- Конвенция, учреждающая Всемирную организацию интеллектуальной собственности (подписана 24 сентября 1974 года)